# Louis Giry
Pour les articles homonymes, voir Giry.
Louis Giry, né à Paris le 8 février 1596 et mort à Paris le 28 juillet 1665, est un avocat, traducteur et homme de lettres français.

## Biographie
Il est avocat général près les chambres d'amortissement et les francs-fiefs au Parlement de Paris et membre du Conseil privé de Mazarin. Il fait partie de la Société des amis de Conrart et il est le premier membre de l'Académie française à occuper le fauteuil 39, en 1636.
On lui doit surtout des traductions de l'italien, du grec et du latin, dont la plupart connaissent de nombreuses éditions. Il traduit de l'italien la Pierre de touche politique, tirée du mont de Parnasse de Trajano Boccalini. Il traduit du grec deux dialogues de Platon et un texte d'Isocrate. Il traduit du latin Sulpice-Sévère, Cicéron, Tacite, Quintilien, Tertullien, dont l'Apologétique pour la première fois en français. De Tertullien également, il traduit le Traité de la résurrection de la chair, « où, d'après Vaugelas, il a su, par les charmes de son éloquence, « transformer les rochers et les épines de l'auteur latin en jardins délicieux. » Afin de parfaire sa traduction de La Cité de Dieu de saint Augustin, il confie à son ami La Fontaine le soin de mettre en vers français les vers latins cités par saint Augustin.
Il est le père du père Giry, célèbre pour son recueil sur les Vies des Saints.